# Robert Bartoň
Pplk. Robert Bartoň (původním jménem Robert Oesterreicher, 4. července 1919 Hostinné – 7. července 1997 Praha) byl radiotelegrafista 311. československé bombardovací perutě RAF.

## Život

### Před druhou světovou válkou
Robert Oesterreicher se narodil 4. července 1919 v Hostinném v židovské rodině továrníka Oskara Oesterreichera a Marie Irmy, rozené Putzker. V rodném městě vychodil obecnou školu, vystudoval reálné gymnázium v Trutnově a na další studia odcestoval Velké Británie, kde absolvoval dva semestry technické vysoké školy.

### Druhá světová válka
Po vypuknutí druhé světové války Robert Bartoň studia přerušil a pracoval v severním Skotsku v průmyslovém podniku. Přihlásil se do československé zahraniční armády, prezentován byl 21. března 1941 u náhradního tělesa v Royal Leamington Spa. Zařazen byl k nejprve k pěchotě, dne 5. října 1942 pak přeřazen k letectvu. Vstoupil do Royal Air Force, v prosinci 1942 byl zařazen k 311. československé bombardovací peruti v Talbenny a v lednu 1943 přeřazen k 310. československé stíhací peruti v Exeteru, kde nadále sloužil. V roce 1944 absolvoval radiotelegrafický a střelecký výcvik, poté odletěl do Nassau, kde prodělal výcvik člena letecké posádky. Ten ukončil 17. února 1945. Dne 23. března 1945 byl opět zařazen k 311. peruti a do konce války se účastnil protiponorkových hlídkových letů. Dne 5. května 1945 byl členem posádky pod velením Jindřicha Beneše stroje Consolidated B-24 Liberator MK VI "L" (K6861), která pravděpodobně potopila německou ponorku U 3523.

### Po druhé světové válce
Robert Bartoň se vrátil do Československa 12. srpna 1945. Dne 9. ledna 1946 odešel do zálohy a nastoupil zaměstnání jako telegrafista u Britské tiskové služby. Od ledna 1948 pak pracoval v československé zahraničním obchodu v Praze konkrétně v exportním oddělení Škody Plzeň, z tohoto zaměstnání byl ale nucen z rozhodnutí komunistické moci v roce 1957 odejít. Do roku 1964 pracoval jako dělník, poté ve Výzkumném ústavu pro elektroniku v lékařství v Praze. Plně rehabilitován a povýšen na podplukovníka byl v roce 1990. Zemřel 7. července 1997 v Praze.

### Rodina
Rodina Roberta Bartoně byla za druhé světové války těžce postižena holokaustem. Jeho rodiče byli v březnu 1942 deportováni do Terezína, otec Oskar Oesterreicher 6. dubna zemřel, matka Marie Irma se dožila konce války. V Terezíně zemřel i jeho děd JUDr. Emil Putzker a babička Emma Putzker, strýc JUDr. Fritz Putzker zahynul po deportaci v Rize. Zahynuli i další jeho příbuzní

## Vyznamenání
- 2x Československý válečný kříž 1939
- Československá medaile Za chrabrost před nepřítelem
- Československá medaile za zásluhy I. st.
- Pamětní medaile československé armády v zahraničí
- Hvězda 1939–1945
- Hvězda Atlantiku
- Britská medaile Za obranu
- Válečná medaile 1939–1945